# Indre Finnmark tingrett
Indre Finnmark tingrett (Samisch: Sis-Finnmárkku diggegoddi) is een tingrett (kantongerecht) in de Noorse fylke Finnmark. Het gerecht is gevestigd in Tana Bru. Het gerechtsgebied omvat de gemeenten Nesseby, Tana, Karasjok, Porsanger en Kautokeino. Als eerste tingrett in Noorwegen biedt dit gerecht de mogelijkheid om de gehele procedure in het Samisch te voeren. 
Indre Finnmark maakt deel uit van het ressort van Hålogaland lagmannsrett. In zaken waarbij beroep is ingesteld tegen een uitspraak van Indre Finnmark zal de zitting van het lagmannsrett meestal worden gehouden in Vadsø.